# Championnats du monde de patinage artistique 1954
Navigation
Mondiaux 1953 Mondiaux 1955
Les championnats du monde de patinage artistique 1954 ont lieu du 16 au 19 février 1954 au stade en plein air du Bislett à Oslo en Norvège.  

## Qualifications
Les patineurs sont éligibles à l'épreuve s'ils représentent une nation membre de l'Union internationale de patinage (International Skating Union en anglais). Les fédérations nationales sélectionnent leurs patineurs en fonction de leurs propres critères.
L'Union internationale de patinage autorise chaque pays à avoir de une à quatre inscriptions par discipline. 

## Podiums
| Épreuves                            | Or                             | Argent                              | Bronze                      |
| ----------------------------------- | ------------------------------ | ----------------------------------- | --------------------------- |
| Messieurs résultats détaillés       | Hayes Alan Jenkins             | James Grogan                        | Alain Giletti               |
| Dames résultats détaillés           | Gundi Busch                    | Tenley Albright                     | Erica Batchelor             |
| Couples résultats détaillés         | Frances Dafoe / Norris Bowden  | Silvia Grandjean / Michel Grandjean | Sissy Schwarz / Kurt Oppelt |
| Danse sur glace résultats détaillés | Jean Westwood / Lawrence Demmy | Nesta Davies / Paul Thomas          | Carmel Bodel / Edward Bodel |

## Tableau des médailles
| Rang  | Nation               | Or | Argent | Bronze | Total |
| ----- | -------------------- | -- | ------ | ------ | ----- |
| 1     | États-Unis           | 1  | 2      | 1      | 4     |
| 2     | Royaume-Uni          | 1  | 1      | 1      | 3     |
| 3     | Allemagne de l'Ouest | 1  | 0      | 0      | 1     |
| 3     | Canada               | 1  | 0      | 0      | 1     |
| 5     | Suisse               | 0  | 1      | 0      | 1     |
| 6     | Autriche             | 0  | 0      | 1      | 1     |
| 6     | France               | 0  | 0      | 1      | 1     |
| Total | Total                | 4  | 4      | 4      | 12    |

## Détails des compétitions

### Messieurs
| Rang | Nom                | Nation      | Places | Points | Fig. impo. | Prog. libre |
| ---- | ------------------ | ----------- | ------ | ------ | ---------- | ----------- |
| 1    | Hayes Alan Jenkins | États-Unis  | 5      |        |            |             |
| 2    | James Grogan       | États-Unis  | 12     |        |            |             |
| 3    | Alain Giletti      | France      | 18     |        |            |             |
| 4    | David Jenkins      | États-Unis  | 20     |        |            |             |
| 5    | Ronald Robertson   | États-Unis  | 23     |        |            |             |
| 6    | Michael Booker     | Royaume-Uni | 35     |        |            |             |
| 7    | Charles Snelling   | Canada      | 33     |        |            |             |
| 8    | Peter Dunfield     | Canada      | 44     |        |            |             |
| 9    | Norbert Felsinger  | Autriche    | 43     |        |            |             |
| 10   | Douglas Court      | Canada      | 45     |        |            |             |
| 11   | Alain Calmat       | France      | 52     |        |            |             |

### Dames
| Rang | Nom                 | Nation               | Places | Points | Fig. impo. | Prog. libre |
| ---- | ------------------- | -------------------- | ------ | ------ | ---------- | ----------- |
| 1    | Gundi Busch         | Allemagne de l'Ouest | 9      |        |            |             |
| 2    | Tenley Albright     | États-Unis           | 12     |        |            |             |
| 3    | Erica Batchelor     | Royaume-Uni          | 26     |        |            |             |
| 4    | Barbara Gratton     | Canada               | 28     |        |            |             |
| 5    | Frances Dorsey      | États-Unis           | 45     |        |            |             |
| 6    | Yvonne Sugden       | Royaume-Uni          | 52     |        |            |             |
| 7    | Hanna Eigel         | Autriche             | 55     |        |            |             |
| 8    | Carole Jane Pachl   | Canada               | 60     |        |            |             |
| 9    | Ann Johnston        | Canada               | 62     |        |            |             |
| 10   | Sonja Currie        | Canada               | 63     |        |            |             |
| 11   | Margaret Ann Graham | États-Unis           | 58     |        |            |             |
| 12   | Ingrid Wendl        | Autriche             | 89     |        |            |             |
| 13   | Rosi Pettinger      | Allemagne de l'Ouest | 88     |        |            |             |
| 14   | Erika Rucker        | Allemagne de l'Ouest | 100    |        |            |             |
| 15   | Margaret Dean       | États-Unis           | 104    |        |            |             |
| 16   | Clema Cowley        | Royaume-Uni          | 108    |        |            |             |
| 17   | Fiorella Negro      | Italie               | 113    |        |            |             |
| 18   | Ally Lundström      | Suède                | 130    |        |            |             |
| 19   | Gun Mothander       | Suède                | 132    |        |            |             |
| 20   | Ingeborg Nilsson    | Norvège              | 136    |        |            |             |

### Couples
| Rang | Nom                                 | Nation               | Places | Points |
| ---- | ----------------------------------- | -------------------- | ------ | ------ |
| 1    | Frances Dafoe / Norris Bowden       | Canada               | 9.5    |        |
| 2    | Silvia Grandjean / Michel Grandjean | Suisse               | 17.5   |        |
| 3    | Sissy Schwarz / Kurt Oppelt         | Autriche             | 21     |        |
| 4    | Carole Ormaca / Robin Greiner       | États-Unis           | 30.5   |        |
| 5    | Margaret Ann Graham / Hugh Graham   | États-Unis           | 41.5   |        |
| 6    | Lily Zettel / Klaus Loichinger      | Allemagne de l'Ouest | 45     |        |
| 7    | Inge Minor / Hermann Braun          | Allemagne de l'Ouest | 45     |        |
| 8    | Jean Higson / Robert Hudson         | Royaume-Uni          | 46     |        |
| 9    | Britta Lindmark / Ulf Berendt       | Suède                | 62     |        |
| 10   | Bjørg Skjælaaen / Johannes Thorsen  | Norvège              | 67     |        |

### Danse sur glace
| Rang | Nom                                | Nation      | Places | Points | Danses imposées | Danse libre |
| ---- | ---------------------------------- | ----------- | ------ | ------ | --------------- | ----------- |
| 1    | Jean Westwood / Lawrence Demmy     | Royaume-Uni | 5      |        |                 |             |
| 2    | Nesta Davies / Paul Thomas         | Royaume-Uni | 14     |        |                 |             |
| 3    | Carmel Bodel / Edward Bodel        | États-Unis  | 18     |        |                 |             |
| 4    | Barbara Radford / Raymond Lockwood | Royaume-Uni | 20     |        |                 |             |
| 5    | Virginia Hoyns / Donald Jacoby     | États-Unis  | 23     |        |                 |             |
| 6    | Phyllis Forney / Martin Forney     | États-Unis  | 25     |        |                 |             |
| 7    | Edith Peikert / Hans Kutschera     | Autriche    | 35     |        |                 |             |